# Prorastriopes
Genre
Synonymes
- Andiella Stach, 1955

Prorastriopes est un genre de collemboles de la famille des Bourletiellidae.

## Liste des espèces
Selon Checklist of the Collembola of the World (version du 14 août 2019) :
- Prorastriopes alatipes Murphy, 1960
- Prorastriopes azuladus Bretfeld, 1992
- Prorastriopes barnardi (Womersley, 1931)
- Prorastriopes carrerensis (Rapoport & Bianco, 1962)
- Prorastriopes cingulus (Bonet, 1934)
- Prorastriopes coalingaensis Snider, 1978
- Prorastriopes domeykoi (Stach, 1955)
- Prorastriopes izarrae (Najt, 1967)
- Prorastriopes lippsoni Snider, 1978
- Prorastriopes marginatus Bretfeld, 1992
- Prorastriopes marmoratus (Womersley, 1931)
- Prorastriopes olivieri Delamare Deboutteville & Massoud, 1963
- Prorastriopes pampeanus (Rapoport & Bianco, 1962)
- Prorastriopes paryskii (Stach, 1955)
- Prorastriopes patagonicus (Delamare Deboutteville & Massoud, 1963)
- Prorastriopes pauliani Massoud & Delamare Deboutteville, 1964
- Prorastriopes pulcher Delamare Deboutteville, 1947
- Prorastriopes risbeci Delamare Deboutteville, 1947
- Prorastriopes savannus Murphy, 1960
- Prorastriopes schultzei (Börner, 1908)
- Prorastriopes spathaceus (Börner, 1907)
- Prorastriopes validentatus (Snider, 1978)
- Prorastriopes venezuelae Bretfeld, 1992
- Prorastriopes violaceus Murphy, 1960
- Prorastriopes webbi Paclt, 1964
- Prorastriopes wexfordensis (Snider, 1969
- Prorastriopes xeromorphus Snider, 1978

## Publication originale
- Delamare Deboutteville, 1947 : Collemboles nouveaux du Sénégal. Contribution à la connaissance des Bourletiellini. Bulletin de la Société entomologique de France, vol. 52, p. 103-107.